# Каменники (Ивановская область)
Каменники — село в Юрьевецком районе Ивановской области, входит в состав Михайловского сельского поселения. 

## География
Расположено на берегу речки Паж (приток Елнати в 7 км на юго-запад от центра поселения деревни Михайлово и в 31 км на запад от районного центра города Юрьевец.

## История
В 1828 году в селе была построена каменная Христорождественская церковь с колокольней на средства прихожан. Престолов три: в честь Рождества Христова, св. Николая чудотворца и св. вмч. Параскевы.
В XIX — первой четверти XX века село входило в состав Махловской волости Юрьевецкого уезда Костромской губернии, с 1918 года — Иваново-Вознесенской губернии. В советское время работала Каменниковская восьмилетняя школа.
С 1929 года село являлось центром Каменниковского сельсовета Юрьевецкого района Ивановской области, с 2005 года — в  составе Михайловского сельского поселения.

## Население
| 1872 | 1897 | 1907 | 2002 | 2010 |
| ---- | ---- | ---- | ---- | ---- |
| 26   | ↗42  | ↘31  | ↘8   | ↗12  |

## Достопримечательности
В селе расположена действующая Церковь Рождества Христова (1828).